# محمد باداموسي
محمد باداموسي (بالفرنسية: Muhammed Badamosi) هو لاعب كرة قدم غامبي في مركز الهجوم، ولد في 27 ديسمبر 1999 في غامبيا لعب سابقاً في نادي الحزم السعودي.

## وصلات خارجية
- محمد باداموسي على موقع قاعدة بيانات كرة القدم.إي يو (الإنجليزية)
- محمد باداموسي على موقع بيانات كرة القدم. دي إي (الألمانية)
- محمد باداموسي على موقع ناشيونال فوتبول تيمز (الإنجليزية)
- محمد باداموسي على موقع Soccerbase.com (لاعب) (الإنجليزية)
- محمد باداموسي على موقع Soccerway.com (الإنجليزية)
- محمد باداموسي على موقع عالم كرة القدم.نت (الإنجليزية)

د